# Bafia (taal)
Het Bafia is een Bantoetaal die wordt gesproken door het Bafiavolk in Kameroen. De taal telde naar schatting 60.000 sprekers in 1991. De taal wordt gesproken in het departement Mbam-et-Inoubou, in de districten Bafia, Kiiki en Kon-Yambetta.
Er bestaan twee dialecten, het Kpa en Bape.
Fonetisch bezit het Bafia 27 medeklinkers en 11 klinkers. Net als de overige bantoetalen is het een taal met nominale klassen.

## Schrift
Het Bafia maakt gebruik van het Latijnse schrift met een aantal extra lettertekens en volgt de regels van het Algemeen alfabet van Kameroenese talen (Alphabet général des langues camerounaises, AGLC). Een gids voor het Bafia-alfabet werd gepubliceerd in 1985.
| Lettertekens van het Bafia-alfabet (AGLC) | Lettertekens van het Bafia-alfabet (AGLC) | Lettertekens van het Bafia-alfabet (AGLC) | Lettertekens van het Bafia-alfabet (AGLC) | Lettertekens van het Bafia-alfabet (AGLC) | Lettertekens van het Bafia-alfabet (AGLC) | Lettertekens van het Bafia-alfabet (AGLC) | Lettertekens van het Bafia-alfabet (AGLC) | Lettertekens van het Bafia-alfabet (AGLC) | Lettertekens van het Bafia-alfabet (AGLC) | Lettertekens van het Bafia-alfabet (AGLC) | Lettertekens van het Bafia-alfabet (AGLC) | Lettertekens van het Bafia-alfabet (AGLC) | Lettertekens van het Bafia-alfabet (AGLC) | Lettertekens van het Bafia-alfabet (AGLC) | Lettertekens van het Bafia-alfabet (AGLC) | Lettertekens van het Bafia-alfabet (AGLC) | Lettertekens van het Bafia-alfabet (AGLC) | Lettertekens van het Bafia-alfabet (AGLC) | Lettertekens van het Bafia-alfabet (AGLC) | Lettertekens van het Bafia-alfabet (AGLC) | Lettertekens van het Bafia-alfabet (AGLC) | Lettertekens van het Bafia-alfabet (AGLC) | Lettertekens van het Bafia-alfabet (AGLC) | Lettertekens van het Bafia-alfabet (AGLC) | Lettertekens van het Bafia-alfabet (AGLC) | Lettertekens van het Bafia-alfabet (AGLC) | Lettertekens van het Bafia-alfabet (AGLC) | Lettertekens van het Bafia-alfabet (AGLC) | Lettertekens van het Bafia-alfabet (AGLC) | Lettertekens van het Bafia-alfabet (AGLC) | Lettertekens van het Bafia-alfabet (AGLC) |
| ----------------------------------------- | ----------------------------------------- | ----------------------------------------- | ----------------------------------------- | ----------------------------------------- | ----------------------------------------- | ----------------------------------------- | ----------------------------------------- | ----------------------------------------- | ----------------------------------------- | ----------------------------------------- | ----------------------------------------- | ----------------------------------------- | ----------------------------------------- | ----------------------------------------- | ----------------------------------------- | ----------------------------------------- | ----------------------------------------- | ----------------------------------------- | ----------------------------------------- | ----------------------------------------- | ----------------------------------------- | ----------------------------------------- | ----------------------------------------- | ----------------------------------------- | ----------------------------------------- | ----------------------------------------- | ----------------------------------------- | ----------------------------------------- | ----------------------------------------- | ----------------------------------------- | ----------------------------------------- |
| A                                         | B                                         | Ɓ                                         | C                                         | D                                         | Ɗ                                         | E                                         | Ɛ                                         | F                                         | G                                         | GB                                        | GH                                        | H                                         | I                                         | J                                         | K                                         | KP                                        | L                                         | M                                         | N                                         | Ŋ                                         | O                                         | Ɔ                                         | P                                         | R                                         | S                                         | T                                         | U                                         | V                                         | W                                         | Y                                         | Z                                         |
| a                                         | b                                         | ɓ                                         | c                                         | d                                         | ɗ                                         | e                                         | ɛ                                         | f                                         | g                                         | gb                                        | gh                                        | h                                         | i                                         | j                                         | k                                         | kp                                        | l                                         | m                                         | n                                         | ŋ                                         | o                                         | ɔ                                         | p                                         | r                                         | s                                         | t                                         | u                                         | v                                         | w                                         | y                                         | z                                         |